# ミシェル・バルニエ
ミシェル・ジャン・バルニエ（フランス語: Michel Jean Barnier, 1951年1月9日 - ）は、フランスの右派政治家。2024年に少数与党という状況の中で同国首相を3カ月間務めた。バルニエの首相就任後、BBCはバルニエをシャルル・ド・ゴールの思想を受け継ぐ保守派支持者の一人であると表現している。

## 経歴

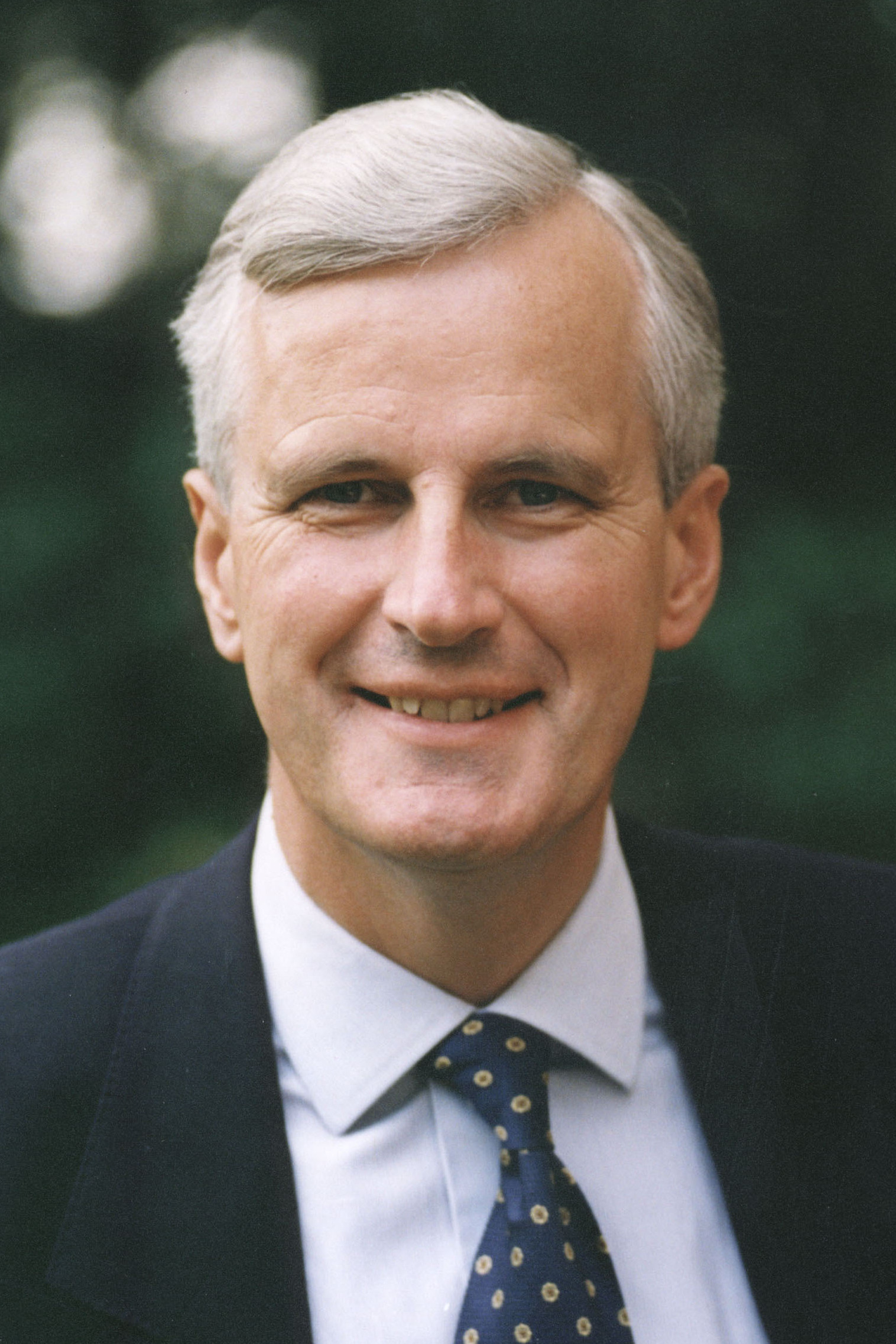
欧州委員会委員時の公式写真（1999年）

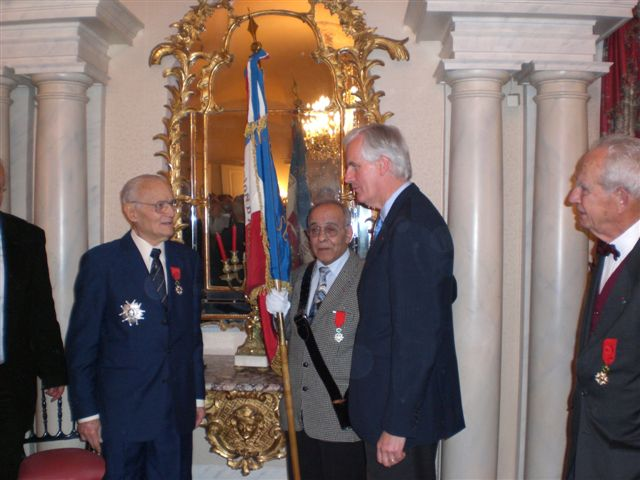
2008年1月26日、シャンベリのサヴォワ公城でレジオンドヌール勲章グラントフィシエ章を受勲するバルニエ（中央右）

イゼール県出身。革職人の父と宗教左派に属する政治活動家の母の下で育ち、バルニエは3人兄弟の末っ子であった。幼少期はボーイスカウトに参加していた経験を持つ。1972年、パリ高等商業学校（現在のESCP EUROPE）を卒業。1978年にサヴォワ県から国民議会議員選挙に立候補し当選した。
1992年に開催されたアルベールビルオリンピックでは元アルペンスキー選手のジャン＝クロード・キリーと共同で組織委員長を務めた。
1993年に環境相、1995年に欧州問題担当国務大臣を歴任した後、1999年から2004年まで欧州委員会（ロマーノ・プローディが委員長であるため、プローディ委員会と呼ばれる）で地域政策を担当した。2004年ジャン＝ピエール・ラファラン内閣の外相として入閣した。彼はフランス外交の先頭に立ち、ヨーロッパ、国際協力、持続可能なエネルギーの開発といった自身の信念を表した。ドビルパン内閣が成立するとドスト・ブラジと交代した。
2006年、バルニエは欧州委員会委員長バローゾの特別顧問となった。バルニエは2006年5月9日、欧州委員会理事会において欧州市民保護軍の設立を提案するレポートを提出した。
2007年には、下院国民議会選挙でアラン・ジュペが落選したことに伴い、フランソワ・フィヨン内閣に農業・漁業大臣として入閣した。2010年には、欧州委員会委員（域内市場・サービス担当）に就任。
2016年からイギリスの欧州連合からの離脱に関するEU側の首席交渉官を務めた。当時の欧州委員会委員長であったジャン＝クロード・ユンケルはバルニエを首席交渉官に任命した理由として、「交渉官という要職に就くには経験豊富な政治家が相応しかったからである」と語った。
2021年1月、欧州委員会委員長ウルズラ・フォン・デア・ライエンの特別顧問となり、マロシュ・シェフチョビッチ欧州委員会上級副委員長と共にEUと英国貿易協力協定の批准を欧州議会で可決させるために調整を行った。
2024年9月5日、エマニュエル・マクロン大統領は、総選挙の結果を受けたガブリエル・アタル内閣が7月に総辞職したことによる政治空白を終わらせるべく、バルニエを首相に任命した。しかしバルニエが少数政党の共和党所属であることから、この人事には社会党などの左派連合からの反発を浴びた。2025年度予算の成立を最大の目的として発足したバルニエ内閣は右派の国民連合の要望をほぼすべて呑む形で予算案を修正したものの、緊縮型予算案は国民連合を含む野党からの支持を得られず、成立の目処が立たないことから12月2日には予算案のうち社会保障関連の財源法案については議会の採決を経ずに憲法49条第3項の特例措置を使って成立させる方針を表明。これに対し右派と左派の双方が内閣不信任決議案を提出し、12月4日の採決では議員574人中331人が賛成して決議案は可決されバルニエ内閣は約3カ月で終焉を迎えた。フランスにおける内閣不信任決議の可決は1962年以来初めてであった。バルニエは翌5日、マクロンに辞表を提出した。

## 政策
首相就任後の公約としてインフレ継続、農業の再構築を行わなければならないと述べた。他に定年を62歳から65歳に引き上げることによって、社会扶助の強化を公約に掲げている。国民議会議員の時には1981年の死刑廃止についての議論でバルニエは賛成票を投じ、死刑廃止が成立した。